# Darb al-Hawarnah
Der Darb al-Hawarnah (arabisch دَرْبُ الْحَوَارَنَة, DMG Darb al-Ḥawār(a)na, hebräisch דֶּרֶךְ הַחוֹרָן Derech haChōran, deutsch ‚Hauran-Landweg‘) ist eine Altstraße, die eine unmittelbare Ost-West-Verbindung zwischen dem Hauran, damals eine Kornkammer, via See Genezareth, und der Mittelmeerküste bei Akkon bildet. Sie geht auf phönizische Ursprünge zurück und wurde zur Römerstraße ausgebaut. Der arabische Namen rührt von den hauranitischen Weizenkaufleuten her, die ihre Waren aus der Hauran-Ebene (Süden des heutigen Syriens) nach Tiberias lieferten.

## Verlauf und Orte
Der Darb al-Hawarnah verläuft vom Hauran aus westwärts nördlich parallel oberhalb vom Jarmuk, an den südlichen Hängen der Golanhöhen und führt durch die Uferebene südlich des Sees Genezareth dann weiter über Beit Sera, quert dort den Jordan. Dann steigt der Weg westwärts durchs Wadi Faǧas des Nachal Javneʾel (ein Zufluss des Jordans) hinauf zur Anhöhe Ramat Javneʾel mit Javneʾel unterhalb der Hörner von Hittim bis nach Kafr Kama. Von dort führt die Route weiter nordwestwärts durchs Gebiet Sde Ilans in die Senke von Turʿan (בִּקְעַת תֻּרְעָן Biqʿat Turʿan) vorbei unterhalb von Zippori und Channaton, der Abschnitt in der Senke, ab Anschlussstelle Mechlaf Golani entspricht etwa der heutigen Landstraße Kvisch . Von Channaton wechselt die Route über den Hügel Givʿat Michmannim (260 m) ins Tal des Nachal Evlajim (נַחַל אֶבְלַיִם), vorbei an Iʿbillin und dem sanften Gefälle des Bachs folgend hinab in die phönikische Küstenebene, die er bei Qirjat Bialik südlich Akkons erreicht.
Eine alternative Route führt aus dem Hauran über den Golan und quert den Jordan per Jabobsfurt (heute die Brücke Gescher Bnot Jaʿaqov), folgt dem Jordantal dann südwärts, um bei Chirbat al-Minya an den See Genezareth zu stoßen. Über Tiberias am Seeufer führt der Weg hinauf aus dem Grabenbruch nach Galiläa bis zur Senke von Turʿan, auch auf diesem Abschnitt dem heutigen Kvisch  entsprechend. Ab dem Mechlaf Golani (מֶחְלַף גּוֹלָנִי, arabisch مَفْرَقُ مَسْكَنَةَ, DMG Mafruq Maskanā) besteht südwärts vorbei am Berg Tabor auf der Via Maris Verbindung gen Ägypten. Beim kreuzungsfreien Ausbau der einstigen Kreuzung Zomet Maskanah (hebräisch צֹמֶת מַסְכָּנָה, arabisch مَفْرَقُ مَسْكَنَةَ, DMG Mafruq Maskanā) im Auftrag der Netivei Jisraʾel zur Anschlussstelle 2011 entdeckten die Bauleute Reste des römischen Überbaus des Darb al-Hawarnah.